# Xiaomi
Xiaomi Corporation (kitajsko: 小米|小米) je kitajsko podjetje s sedežem v Pekingu, ki proizvaja elektronske naprave, med drugim pametne telefone, mobilne aplikacije, prenosnike in drugo gospodinjsko elektroniko.
Xiaomi je svoj prvi pametni telefon izdal avgusta 2011 in takoj osvojil visok tržni delež na Kitajskem, tako da je do leta 2014 postal največji državni proizvajalec pametnih telefonov. Na začetku drugega polletja 2018 je Xiaomi zasedal četrto mesto med svetovnimi proizvajalci pametnih telefonov, vodilno pa na največjih posameznih trgih, na Kitajskem in v Indiji. Pozneje je podjetje razvilo širši nabor potrošne elektronike, med drugim sistem naprav za pametni dom (internet stvari).
Xiaomi zaposluje čez 15.000 ljudi na Kitajskem, v Indiji, Maleziji in Singapurju ter se postopoma širi v druge države, kot so Indonezija, Filipini in Južna Afrika. Po podatkih revije Forbes poseduje ustanovitelj in direktor podjetja Lei Jun okoli 12,5 milijarde ameriških dolarjev. S tem je enajsti najbogatejši Kitajec in stoosemnajsti najbogatejši Zemljan. Xiaomi je četrto najvrednejše svetovno tehnološko zagonsko podjetje. Po začetnih 1,1 milijarde dolarjev, ki so mu jih namenili investitorji, je vrednost podjetja zrasla na 46 milijard.

## Izdelki
Xiaomi izdeluje več vrst izdelkov. Najbolj poznan je po izdelovanju pametnih telefonov, ki imajo vgrajeno svojo verzijo Android sistema MIUI.  Analitiki povezujejo bliskovito uspešnost podjetja z njegovo zmožnostjo, da se razločuje od drugih ponudnikov operacijskega sistema Android. Postopoma je razširilo spekter produktov; ponuja serije pametnih telefonov Mi Series, Mi Note Series, Mi Max Series, Mi Mix Series in Redmi Series. Poleg telefonov je Xiaomi začelo prodajati tudi  pametne ure, dodatke za mobilne naprave,  pametne televizije in zvočnike. Leta 2018 je ponujalo tudi prenosnike, tablične računalnike in naprave za »pametni dom« (ang. smart-home devices). 
Xiaomi deluje na modelu vertikalne integracije, ki podjetju omogoča prodajati strojno opremo po nižjih cenah, da pritegne uporabnike in nato služi s prodajo vsebine. Hugo Barra, podpredsednik Xiaomija med leti 2014 in 2017, je označil podjetje za »internetno in softversko podjetje v mnogo večji meri kot hardversko podjetje«.
Prav tako podjetje vztraja pri nizkih cenah oziroma pri vrednostih blizu cen nabavnih materialov, kar dosegajo z daljšim prodajnim časom svojih produktov; prodajajajo jih osemnajst mesecev, kar je več od standarda drugih ponudnikov, ki prodajajo do šest mesecev. Ta strategija omogoča prednosti pri redukcijah nabavnih cen ključnih komponent prodajnih naprav.
Njegova verzija operacijskega sistema Android, MIUI, je s svojim dizajnom app marketplace in funkcijami ustvaril skupnost uporabnikov, ki predstavljajo ključen del Xiaomieve potrošniške baze in pomagajo k prepoznavnosti podjetjevim opozorilom o delovanju trga elektronskih naprav. Ta ekosistem predstavlja glavni vir prihodkov, ki so leta 2015 dosegli 750 milijonov dolarjev. 
Podjetje se osredotoča na Indijo, ki je globalno drugi največji trg pametnih telefonov. 2. maja 2018 je Xiaomi objavil začetek delovanja storitev Mi Music in Mi Video v tej državi. 22. marca 2017 je podjetje objavilo namero za igradnjo svojega drugega proizvodnega obrata v Indiji v partnerstvu s podjetjem Foxconn. 7. avgusta 2018 je na uradnem blogu objavilo, da bo podjetje Holitech Technology Co. Ltd., glavni dobavitelj korporacije Xiaomi, investiralo do 200 milijonov dolarjev v naslednjih treh letih za izgradnjo novega velikega obrata v Indiji. 

## Galerija
- Xiaomi Mi Note Pro
- Xiaomi Mi 4 Smartphone
- Xiaomi MI 5
- Xiaomi Yi Sport Wearable Camera
- Xiaomi Power Bank
- Xiaomi Mi 5X Phone